# Maria Kaczyńska
Maria Helena Kaczyńska (født Maria Mackiewicz i 1942, Machowo – 10. april 2010) var kone til den polske præsident, Lech Kaczyński, som hun giftede sig med i 1976. De har en datter, Marta, som er født i 1980. Hun talte engelsk, fransk og noget spansk og russisk. 

## Fodnoter
1. ↑  Ifølge nogle kilder, heriblandt Lifenews (russisk), blev hun født i 1942, mens andre kilder, som Wirtualna Polska (Webside ikke længere tilgængelig) (polsk) angiver 1943 som fødselsår. Radio Kielce Arkiveret 15. april 2010 hos  Wayback Machine (polsk) nævner dog fejlagtigt 1950 som hendes fødselsår.